# 1659
Cette page concerne l'année 1659  du calendrier grégorien.
L'année 1659 est une année commune qui commence un mercredi.

## Événements
- 2 février : Jan van Riebeeck produit du vin au Cap[1].
- 31 mars : la Compagnie néerlandaise des Indes orientales autorise un groupe de soixante-dix Juifs de Recife, conduits par Isaac da Costa, à s'établir à Curaçao avec certains privilèges, dont la liberté religieuse[2].
- 5 mai : les Anglais occupent l'île Sainte-Hélène[3].
- 16 juin : François de Montmorency-Laval, nommé vicaire apostolique de la Nouvelle-France, arrive en Nouvelle-France[4]. Son tempérament autoritaire et sa conviction que le Canada est un poste d’avant-garde du catholicisme seront une source de conflits avec le pouvoir civil. Il devient le premier évêque de Québec en 1674
- 10 novembre, Pratapgarh : conflit entre le chef Marathe Shivaji et Afzal Khan (en), envoyé par le sultan de Bijâpur, qui est tué par un Bagh-nakha et dont l’armée est dispersée[5]. Shivaji prend Kolhapur. Aurangzeb intervient, occupe Poona et chasse les Marathes de Kalyan. Shivaji pratique la guérilla contre les gouverneurs moghols.
- 19 novembre : Robert Knox, poussé par une tempête, est fait prisonnier à Ceylan par le roi Râjasimha II (fin en 1679)[6].
- 11 décembre : fin de la colonisation courlandaise des Amériques[7].
- 10 novembre, Saint-Siège : par ses « Instructions », la Congrégation de la propagande encourage la christianisation de l’Asie sans imposer la civilisation occidentale[8].
- Novembre : conquête de Palembang à Sumatra par les Hollandais[9]. La compagnie s’assure le commerce du poivre tandis que les souverains du Sud-Ouest puis le sultan d’Atjeh doivent reconnaître le protectorat hollandais.
- Guerre des Boers contre les Hottentots (fin en 1660)[10].
- Les Yaga ruinent San Salvador (ancienne Mbanza), capitale du royaume des Kongo. Ils seront chassés par les Portugais[11].
- Le Dieppois Louis Caullier fonde Saint-Louis-du-Sénégal pour la Compagnie du Cap-Vert et du Sénégal[12].
- Révolte des janissaires d'Alger. Le pouvoir exécutif passe du pacha à l’agha, commandant de la milice des janissaires (odjak), renouvelé par élection tous les deux mois. Un régime anarchique s’ensuit. Tous les aghas sont assassinés par les janissaires eux-mêmes (1659-1671)[13].
- L’Alawite Mulay Rachid quitte le royaume du Tafilalet, gouverné par son frère, et se réfugie au Maroc oriental où il réunit une armée[14].
- Communauté juive de Nassau[15].
- Épidémie de petite vérole au Siam (actuelle Thaïlande) : un tiers de la population meurt en six mois[16].
- Établissement hollandais à Nagapattinam[17].

### Europe
- 14 janvier : les Portugais forcent les Espagnols à lever le siège d’Elvas[18].
- 27 janvier : Richard Cromwell est proclamé gouverneur par le Parlement d'Angleterre[19]. Il manque d’autorité pour contrôler les généraux et abdique le 25 mai.
- 3 février : traité de Westminster entre la France et la Grande-Bretagne pour la garantie du traité de Roskilde[20].

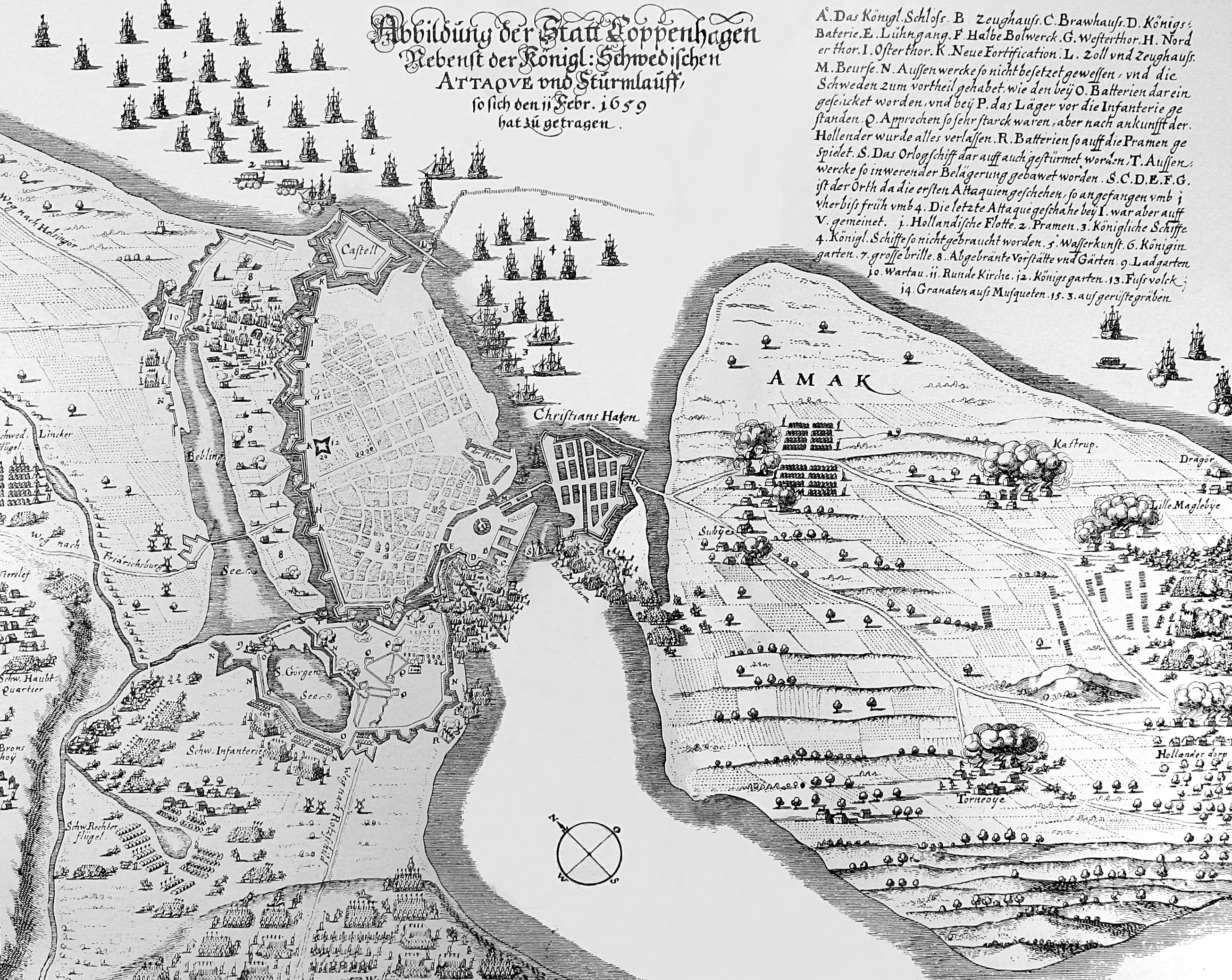
11 février : assaut de Copenhague

- 10-11 février, guerre dano-suédoise : Charles X Gustave de Suède échoue dans sa tentative de prendre Copenhague[20].
- 14 février : émeutes à Aix-en-Provence dirigées contre le premier président du Parlement, Henri de Forbin-Maynier. Le duc de Mercœur, gouverneur de Provence fait occuper la ville (3 mars). Un ordre du roi est déchiré à l’hôtel de ville de Marseille (16 octobre)[21].
- 17 février, France : Fouquet reste seul surintendant des Finances à la mort de Servien[22].
- 7 mai : suspension d’arme franco-espagnole[23].
- 25 mai : Richard Cromwell abandonne son poste de Lord Protecteur d'Angleterre, d'Écosse et d'Irlande, mettant un terme à dix années de dictature en Angleterre, exercée d'abord par son père, puis par lui[24].
- 4 juin : préliminaires de paix entre la France et l'Espagne[25].
- 23 juin : Hugues de Lionne est nommé ministre d'État par le roi de France[26].
- 28-29 juin : l'hetman Ivan Vyhovsky et ses alliés Tatars battent les Moscovites à Konotop[27]. Les Russes de Troubetzkoy capitulent devant la coalition polonaise, cosaque et tatare. La Pologne conserve la rive droite du Dniepr.
- 13 août : première conférence franco-espagnole dans l’île des Faisans[25].
- 19 août : le général anglais John Lambert réprime une rébellion royaliste à Chester puis tente d’instaurer une dictature en septembre[28].
- 17 septembre : le Croate Juraj Križanić (en), prêtre et théologien catholique, vient plaider à Moscou la cause de l’unité des Slaves[29]. Exilé à Tobolsk (20 janvier 1661), il écrira L’Empire russe au XVIIe siècle[30]. Gracié en 1676, il s’installera en Pologne.

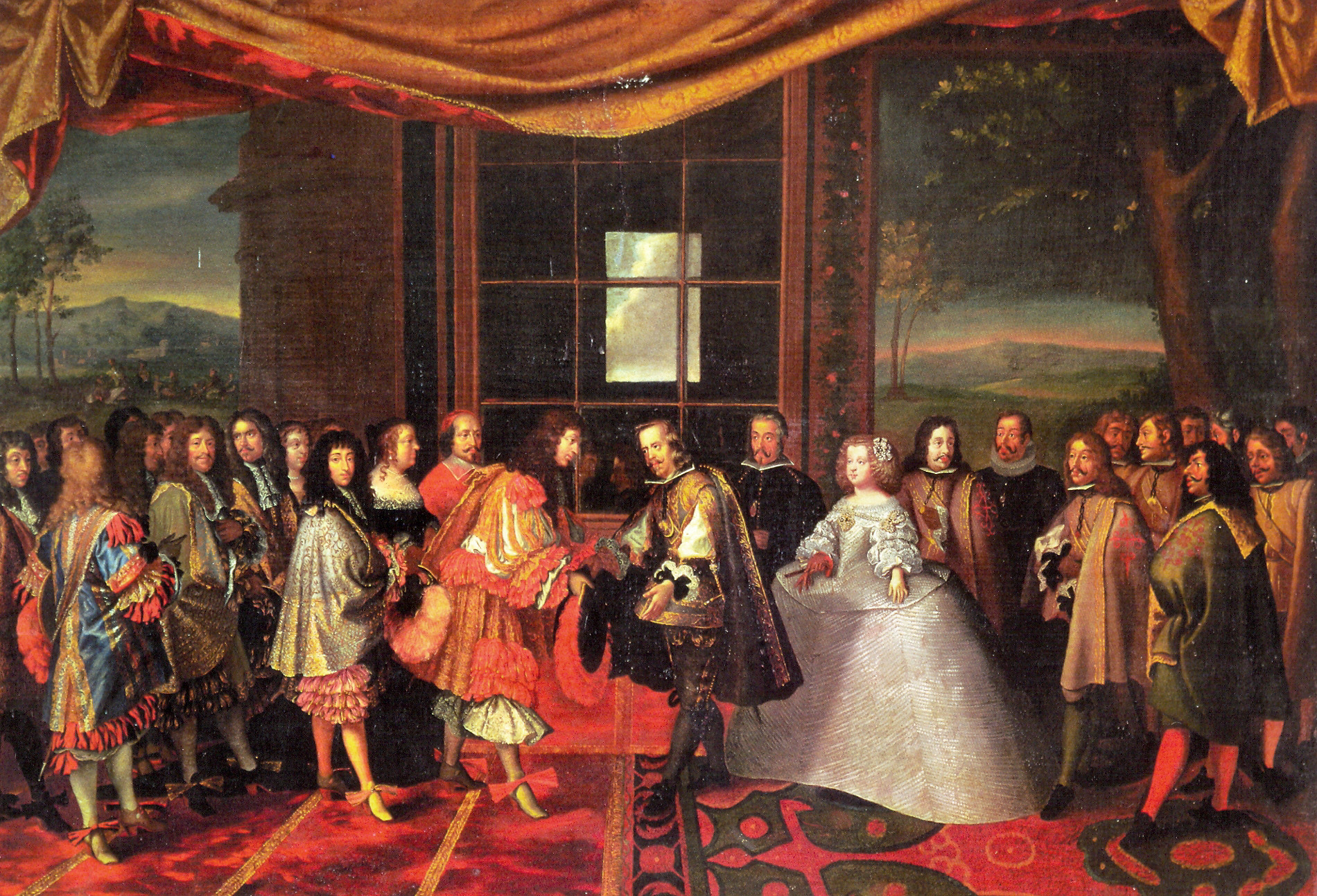
7 novembre : traité des Pyrénées

- 7 novembre : Mazarin et don Luis de Haro signent le traité des Pyrénées sur la Bidassoa entre les royaumes de France et d'Espagne qui marque la fin de 27 ans de guerre[22]. Le Roussillon, la Cerdagne, l'Artois et des places fortes sur la frontière du Nord-Est (Gravelines, Le Quesnoy, Landrecies, Avesnes, Philippeville, Mariembourg, Montmédy et Thionville) deviennent français. Louis XIV épousera l’infante Marie-Thérèse avec une dot de 500 000 écu pour sa renonciation au trône d’Espagne. Amnistie de Condé, qui servait l’Espagne depuis 1653 en échange d'une lettre de soumission.
- 10 novembre : ouverture du vingt-neuvième et dernier synode des Églises réformées de France à Loudun (fin le 10 janvier 1660)[31].
- 14 novembre : bataille de Nyborg[32]. La ville, assiégée par les Suédois depuis le début de l'année, est libérée par un corps expéditionnaire hollandais commandé par l'amiral De Ruyter.
- 26 décembre, Angleterre : l'armée perd le pouvoir à Londres et le Rump est réinstallé[33]. À la tête de l’armée d’Écosse, le général Monck entre dans Londres en janvier suivant. Il fait dissoudre le Parlement et prépare la Restauration. Un nouveau Parlement est élu dans les formes anciennes, qui vote une reconnaissance de la royauté (avril 1660).

## Naissances en 1659
- 21 janvier : Adriaen van der Werff, peintre, sculpteur et architecte néerlandais († 12 novembre 1722).
- 1er février : Jakob Roggeveen, explorateur hollandais († 31 janvier 1729).
- 15 avril : Adam Ludwig Lewenhaupt, général suédois († 12 février 1719).
- 18 juillet : Hyacinthe Rigaud, peintre français († 29 décembre 1743).
- 1er août : Sebastiano Ricci, peintre baroque italien († 15 mai 1734).
- 10 septembre : Henry Purcell, compositeur anglais († 21 novembre 1695).
- 12 septembre : Dirk Maas, peintre et graveur paysagiste néerlandais († 25 décembre 1717).
- 30 septembre : baptême de Gabriel Audran, peintre et sculpteur français († 14 mars 1740)[34].
- 14 novembre : Jean Michel, peintre français († 28 juin 1709).
- 19 novembre : Jacques-Louis Valon de Mimeure, membre de l'Académie française († 3 mars 1719).
- 12 décembre : Francesco Galli da Bibiena, scénographe, architecte et décorateur italien († 20 janvier 1739).
- Date précise inconnue :
  - Faustino Bocchi, peintre italien († 1742).
  - Nicolo Cassana, peintre baroque italien († 1714).
  - Giovanni Paolo Castelli, peintre italien († 1730).
  - Giovanni Girolamo Frezza, peintre et graveur italien († 1741).
  - Pierre de Guethem, militaire français († 1709).

## Décès en 1659
- 7 janvier : Francis Rous, homme politique anglais (° vers 1581).
- 14 janvier : Henri II de Savoie-Nemours, époux de Marie d'Orléans-Longueville, duchesse de Nemours.
- 11 février : Guillaume Colletet, poète et essayiste français (° 12 mars 1598).
- 17 février : Abel Servien, homme d'État, diplomate français (° 1er novembre 1593).
- 25 février : Willem Drost, peintre et imprimeur néerlandais (° 19 avril 1633).
- 4 mars : Manuel Dias, missionnaire jésuite portugais (° 1574).
- 14 mars : Hendrick van den Zype, moine bénédictin belge (° 1577).
- 27 avril : Giulio Cesare Begni, peintre baroque italien (° 1579).
- 29 avril : Louis de Sainte-Marthe, historien et humaniste français (° 20 décembre 1571).
- 21 mai : Jacques Béjart, comédien français (° 11 février 1622).
- 13 août : Melchior Nicolai, théologien protestant allemand (° 14 décembre 1578).
- 20 septembre : Thomas Morton, prélat anglican (° 20 mars 1564).